# Robert VII van Auvergne
Robert VII van Auvergne (circa 1282 - Saint-Geraldus, 13 oktober 1325) was van 1314 tot aan zijn dood graaf van Auvergne en Boulogne. Hij behoorde tot het huis Auvergne.

## Levensloop
Robert VII was de oudste zoon van graaf Robert VI van Auvergne en vrouwe Beatrix van Montgascon.
Na de dood van zijn vader in 1314 werd hij graaf van Auvergne en Boulogne.
Robert overleed in oktober 1325 en werd bijgezet in Le Bouchet, tegenwoordig een deelgemeente van Manzat. Zijn oudste zoon Willem XII volgde hem op.

## Huwelijken en nakomelingen
Op 25 juni 1303 huwde hij in Parijs met Blanche van Bourbon (1281-1304), dochter van graaf Robert van Clermont en vrouwe Beatrix van Bourbon. Ze kregen een zoon:
- Willem XII (overleden in 1332), graaf van Auvergne en Boulogne

In december 1312 huwde Robert VII met zijn tweede echtgenote Maria van Dampierre (1286-1350), burggravin van Châteaudun, dochter van heer Willem van Dendermonde. Ze kregen volgende kinderen:
- Gwijde (1313-1373), aartsbisschop van Lyon
- Jan I (overleden in 1386), graaf van Auvergne en Boulogne
- Robert
- Godfried (overleden rond 1385), heer van Montgascon, vader van gravin Maria I van Auvergne
- Mathilde, huwde in 1334 met graaf Amadeus III van Genève
- Margaretha (overleden na 1372), kloosterzuster in Moncel
- Maria

## Voorouders
| Voorouders van Robert VII van Auvergne (1282-1325) | Voorouders van Robert VII van Auvergne (1282-1325)                        | Voorouders van Robert VII van Auvergne (1282-1325)                        | Voorouders van Robert VII van Auvergne (1282-1325)              | Voorouders van Robert VII van Auvergne (1282-1325)              | Voorouders van Robert VII van Auvergne (1282-1325)                        | Voorouders van Robert VII van Auvergne (1282-1325)                        | Voorouders van Robert VII van Auvergne (1282-1325)                        | Voorouders van Robert VII van Auvergne (1282-1325)                        |
| -------------------------------------------------- | ------------------------------------------------------------------------- | ------------------------------------------------------------------------- | --------------------------------------------------------------- | --------------------------------------------------------------- | ------------------------------------------------------------------------- | ------------------------------------------------------------------------- | ------------------------------------------------------------------------- | ------------------------------------------------------------------------- |
| Overgrootouders                                    | Adelheid van Brabant (1190-1265) ∞ 1225 Willem X van Auvergne (1195-1247) | Adelheid van Brabant (1190-1265) ∞ 1225 Willem X van Auvergne (1195-1247) | Willem I van Baffia (-) ∞ ? (-)                                 | Willem I van Baffia (-) ∞ ? (-)                                 | ? (-) ∞ ? (–)                                                             | ? (-) ∞ ? (–)                                                             | ? (-) ∞ ? (-)                                                             | ? (-) ∞ ? (-)                                                             |
| Grootouders                                        | Robert V van Auvergne (1225-1276) ∞ Eleonora van Baffia (-)               | Robert V van Auvergne (1225-1276) ∞ Eleonora van Baffia (-)               | Robert V van Auvergne (1225-1276) ∞ Eleonora van Baffia (-)     | Robert V van Auvergne (1225-1276) ∞ Eleonora van Baffia (-)     | Falco III van Montgascon (1240-1266) ∞ Isabelle van Ventadour (1245-1278) | Falco III van Montgascon (1240-1266) ∞ Isabelle van Ventadour (1245-1278) | Falco III van Montgascon (1240-1266) ∞ Isabelle van Ventadour (1245-1278) | Falco III van Montgascon (1240-1266) ∞ Isabelle van Ventadour (1245-1278) |
| Ouders                                             | Robert VI van Auvergne (1250-1314) ∞ Beatrix van Montgascon (-)           | Robert VI van Auvergne (1250-1314) ∞ Beatrix van Montgascon (-)           | Robert VI van Auvergne (1250-1314) ∞ Beatrix van Montgascon (-) | Robert VI van Auvergne (1250-1314) ∞ Beatrix van Montgascon (-) | Robert VI van Auvergne (1250-1314) ∞ Beatrix van Montgascon (-)           | Robert VI van Auvergne (1250-1314) ∞ Beatrix van Montgascon (-)           | Robert VI van Auvergne (1250-1314) ∞ Beatrix van Montgascon (-)           | Robert VI van Auvergne (1250-1314) ∞ Beatrix van Montgascon (-)           |